# Potpićan
Potpićan is een plaats in de gemeente Kršan in de Kroatische provincie Istrië. De plaats telt 614 inwoners (2001).